# نحن لا نزرع الشوك (فلم)
نحن لا نزرع الشوك فيلم مصري عرض عام 1970، من إخراج حسين كمال، وبطولة شادية ومحمود ياسين وصلاح قابيل عن رواية نحن لا نزرع الشوك للكاتب يوسف السباعي. يعتبر هذا الفيلم من الأفلام المصرية الناجحة، حيث جسد الحياة المصرية والأسرية بوجه خاص داخل المجتمع المصري في ذلك الوقت.

## قصة الفيلم
سيدة شابة تعانى من العذاب والقسوة بعد وفاة والدتها نتيجة معاملة زوجة أبيها وبعد وفاة أبيها يتولى صديق لابيها رعايتها لكن زوجته تعاملها كخادمة وكان لهم ابن اسمه عباس كان لا يتورع عن ملاحقتها، وينالها عباس. تهرب من منزله وتلتحق بالعمل لدى أسرة حمدي السمادوني وهي أسرة تعاملها بحب وعطف، تقع سيدة في هوى حمدي ويتطور الموقف إلى حب، وتعرف أن حمدي الذي أحبته سوف يتزوج فتاة أخرى غيرها، لهذا تقرر الزواج من علام مرغمة، هو بلطجي.... بائع كازوزة، يبدأ في البحث عن استغلال مصاغها وحليها.و عند مواجهته تكتشف إن تزوج عليها ويطردها من المنزل لتقع في يد إحدى بائعات الهوى التي تقودها إلى المنازل الخاصة بالدعارة، وهناك تلتقى بشخص يغدق عليها بالمال وبعد فترة تقابل عباس و يقنعها بانه تغير ويتزوجوا و تنجب منه ولد بعد ذلك تكتشف إنه يأخذ منها الأموال ويقامر بها وعندما تطلب الطلاق يطلبها في بيت الطاعة وبسبب الإهمال يموت ابنها الوحيد ويتأثر عباس و يطلقها وتعمل هي كممرضة مع طبيب ابنها لتجد نفسها أمام حبيبها حمدي الذي يأتي لعيادة الطبيب لمرض ابنه ويكون ابنه مصاب بالتيفوئيد وتكون هي الممرضة القائمة على رعايته وتصاب بالعدوى وتنتهى الأحداث، بالموت في أحضان حمدى.

## طاقم التمثيل
- شادية: سيدة
- صلاح قابيل: عباس
- محمود ياسين: حمدي
- كريمة مختار: أم حمدي
- عدلي كاسب: أبو حمدي
- روحية خالد: زهرة أم علام
- أحمد الجزيري: الباشا
- سميحة توفيق: دلال
- أميرة: لواحظ
- نعيمة الصغير: أم عباس
- وفيق فهمي: علام
- كوثر العسال: كوثر زوجة حمدي
- نادية الكيلاني: سميحة أخت حمدي
- سهير توفيق: جارة حمدى
- عزة فؤاد: سيدة وهي طفلة
- عاطف مكرم: عباس وهو طفل
- اعتدال شاهين: توحيدة - قوادة
- فتحية علي: أم كوثر
- حمدي يوسف: الطبيب
- محمد عثمان: برعي
- محمود العراقي: عبده - رجل ببيت الدعارة
- ثريا عز الدين: وجدان - قوادة
- محمد أبو حشيش: علي مبيض النحاس
- محمد سليمان: جابر والد سيدة
- وجدي العربي: حمادة الطفل

## فريق العمل
- إخراج: حسام الدين مصطفى
- قصة وحوار: يوسف السباعي
- سيناريو:أحمد صالح
- مدير التصوير: عبد الحليم نصر
- مونتاج: رشيدة عبد السلام
- موسيقى تصويرية: فؤاد الظاهري
- إنتاج: رمسيس نجيب
- توزيع: المؤسسة المصرية العامة للسينما

## أغاني الفيلم
والله يا زمن - لالينا أهالي يابا
- تأليف: عبد الوهاب محمد
- ألحان: بليغ حمدي
- تسجيل الأغاني: زكريا عامر

## إعادة الإنتاج
تم إعادة إنتاجه كمسلسل بنفس الاسم عام 1998، بطولة آثار الحكيم وخالد النبوي وياسر جلال.

## وصلات خارجية
- مقالات تستعمل روابط فنية بلا صلة مع ويكي بيانات

- صفحة الفيلم على موقع السينما